# Zé Preto
Zé Preto (Aimorés), é um político brasileiro, filiado ao PL. Nas eleições de 2022, foi eleito deputado estadual pelo ES.